# Ptinus costaricensis
Ptinus costaricensis là một loài bọ cánh cứng trong họ Ptinidae. Loài này được Andrews miêu tả khoa học năm 1967.